# Hải Băng
Hải Băng tên thật Nguyễn Hải Huyền (sinh ngày 22 tháng 11 năm 1988) là ca sĩ và diễn viên. Băng hát theo thể loại nhạc trẻ, từng là thành viên của nhóm Mây Trắng. Băng đã chọn phong cách "cá tính, mạnh mẽ của một cô gái hiện đại" cho con đường solo của mình. 2 dòng nhạc chính mà Băng thể hiện là R&B và ballad.

## Tiểu sử và sự nghiệp
Băng từng là 1 trong 3 thành viên của nhóm nhạc Mây Trắng, giai đoạn 2007 - 2010. Năm 2010 Băng chính thức khởi nghiệp hát solo. 
Năm 2012, Băng ra album đầu tiên Hải Băng Vol 1, trong đó có ca khúc "Viên đá nhỏ". 

## Đời tư
Băng và ca sĩ Tiến Dũng nhóm nhạc The Men từng có thời gian yêu nhau, cả 2 đã chia tay. Tháng 7 năm 2016, Băng kết hôn với diễn viên Thành Đạt. 2 người đã sinh 2 con.

## Album đã phát hành
- Album Hải Băng Vol 1 (2012)
  - Năm phát hành: 2012
  - Số bài hát: 10
  - Thể loại: Nhạc Việt, nhạc trẻ
  - Các bài hát trong album:

-   - 01. Viên Đá Nhỏ - Hải Băng
  - 02. Em Giờ Đây - Hải Băng
  - 03. Nhớ Mong - Hải Băng
  - 04. Vẫn Biết Thế - Hải Băng
  - 05. Đừng Chúc Em Hạnh Phúc - Hải Băng
  - 06. Chỉ Cần Anh Vui - Hải Băng
  - 07. Hãy Quên Em Đi - Hải Băng
  - 08. Vì Ai - Hải Băng
  - 09. Đổi Thay - Hải Băng
  - 10. Hạc Giấy - Hải Băng

- Album Cơn Mưa Quá Khứ (2014)

- Năm phát hành: 2014
- Số bài hát: 6
- Thể loại: Nhạc Việt, nhạc trẻ
- Các bài hát trong album:
  - 01. Cơn Mưa Quá Khứ - Hải Băng
  - 02. Hy Vọng Yêu Thương - Hải Băng
  - 03. Lối Thoát (Remix) - Hải Băng
  - 04. Em Giờ Đây (Remix) - Hải Băng
  - 05. Tưởng Rằng Đã Quên - Hải Băng
  - 06. Lời Nói Của Giấc Mơ - Hải Băng

## Phim đã tham gia

### Truyền hình
| Năm  | Tựa Phim             | Vai diễn    | Đạo diễn                    | Kênh   |
| ---- | -------------------- | ----------- | --------------------------- | ------ |
| 2010 | Xúc xắc mùa thu      | Ngọc Mai    | Trần Cảnh Đôn - Trần Hà Sơn | HTV7   |
| 2011 | Hương tình           |             | Nguyễn Duy Linh             | ĐN1    |
| 2011 | Hạnh phúc quanh đây  |             | Nguyễn Tranh                | HTV7   |
| 2012 | Vọng kim lang        | Hoài Thu    | Quách Khoa Nam              | SCTV14 |
| 2013 | Bão mùa hè           |             | Đỗ Đức Thịnh                | HTV7   |
| 2014 | Hợp đồng scandal     | Thanh Thanh | Nguyễn Phương Điền          | SCTV14 |
| 2014 | Đường hoang lạc bước |             | Nhâm Minh Hiền              | HTV9   |
| 2014 | Tình là dây oan      | Nhã Ái      | Quách Khoa Nam              | SCTV14 |
| 2015 | Canh bạc cuộc đời    | Linh        | Đặng Minh Quang             | HTV9   |
| 2016 | Sếp ơi anh yêu em    | Ánh Dương   | Nguyễn Mạnh Hà              | SCTV14 |
| 2018 | Cung đường tội lỗi   | Lan Khanh   | Hoàng Tuấn Cường            | VTV3   |

### Điện ảnh
| Năm  | Tựa Phim                    | Vai diễn    | Đạo diễn           |
| ---- | --------------------------- | ----------- | ------------------ |
| 2013 | Bay vào cõi mộng            | Thuý "ngầu" | Nguyễn Phương Điền |
| 2013 | Hiệp sĩ guốc vông           |             | Nguyễn Chánh Tín   |
| 2015 | Hay không bằng hên / Số nhọ |             | Trần Việt Anh      |

## Giải thưởng
Trong thời gian tham gia nhóm Mây Trắng đã đạt được những giải thưởng: 
- Album Vàng tháng 9 của Album Vàng 2007 (Top 5)
- HTV Awards 2008, HTV Awards 2009
- Album phát hành: album vol.5: Lời nói muộn màng, album vol.6: Nhớ
- Ngày 23/04/2009: Liveshow Mây Trắng 9 of night